# Nomada custeriana
Nomada custeriana là một loài Hymenoptera trong họ Apidae. Loài này được Cockerell mô tả khoa học năm 1911.